# Битва при Остии
Битва при Остии (итал. Battaglia di Ostia) — произошедшее в 849 году морское сражение между флотами мусульманских завоевателей и христианской лиги, состоявшей из Папской области, Неаполитанского герцогства и городов Амальфи, Гаэта и Сорренто.

## История
В 849 году в Рим пришло известие, что корабли арабо-мусульманского флота достигли Сардинии. В связи с этим был собран флот итальянских христианских государств в дополнительно укреплённом порту Остии. Командование принял на себя Цезарий Неаполитанский (ит.), сын герцога Сергия I. В Остию также прибыл папа Лев IV, благословивший христианский флот перед его отплытием.
Сражение началось атакой неаполитанских галер. В разгар битвы на сражающиеся флоты налетел сильнейший шторм. Христианский флот успел благополучно уйти и достичь своей гавани, арабские же корабли были по большей части потоплены или выброшены штормом на берег. После того как буря сместилась и освободила район сражения, итальянским морякам не составило труда вернуться и уничтожить остатки мусульманского флота.

## Последствия
Победа в морском сражении при Остии положила начало союзу государств Средней и Южной Италии в их совместной борьбе с мусульманским нашествием с юга. Взятые в плен в битве при Остии сарацины были использованы римским папой Львом IV при строительстве оборонительных Леонинских стен вокруг Ватикана.